# Anta de Vale da Laje
L'Anta de Vale da Laje est un dolmen  situé dans la freguesia de Serra, sur le territoire de la municipalité de Tomar (district de Santarém, Portugal),. 
Le mot anta est l'équivalent portugais d'« ante » (pilier terminal d'un temple grec ou romain), mais il est aussi employé pour désigner les pierres d'un dolmen ou le dolmen lui-même. Environ 5 000 structures mégalithiques de ce type ont été construites au Néolithique dans l'ouest de la péninsule Ibérique par les successeurs de la culture de la céramique cardiale ou Cardial.

## Description
Ce monument mégalithique est le plus ancien dolmen connu situé sur la rive nord du Tage, construit il y a environ 7 500 ans.
La chambre funéraire de forme pentagonale est formée de cinq gros orthostates avec un couloir d'accès excentré flanqué de plusieurs piliers recouverts de deux grandes dalles de toiture, dont il ne reste qu'une seule. Le tombeau était entouré d'un cercle de dalles d'environ 5 m de diamètre et des rampes de pierres plus petites. Le tout était recouvert d'un tertre de terre (ou tumulus). Devant, un plateau en pierres fines fut construit, sur lequel fut érigé un petit autel circulaire. Les raisons de la construction de cet autel restent inconnues.
Dans une deuxième époque, il y a environ 6 500 ans, le monument fut réutilisé et un nouveau cercle de petites dalles fut reconstruit autour. Les fouilles archéologiques entreprises sur cc dolmen indiquent qu'il servit de sépulture à environ 90 personnes durant 3 000 ans. De nombreux artéfacts furent trouvés in situ et conservés au Centro de Pré-História do Instituto Politécnico de Tomar : plaques de schiste décorées, poterie, pendentif, microlithes, hache polie, pointes de flèches…